# Арлазаров, Владимир Львович
Владимир Львович Арлазаров (род. 19 октября 1939, Москва) — советский и российский учёный, доктор технических наук, профессор, член-корреспондент Российской академии наук. В. Л. Арлазаров — учёный в области системного программирования, теории игр, искусственного интеллекта, систем управления базами данных и информационных технологий.

## Биография
- В 1961 г. окончил механико-математический факультет МГУ им. М. В. Ломоносова.
- В 1968 г. защитил кандидатскую диссертацию.
- В 1974 г. награждён золотой медалью IFIP — за победу шахматной программы «Каисса» в 1-м чемпионате мира среди компьютеров.
- В 1988 г. защитил докторскую диссертацию.
- В 1990 г. удостоен премии Совета Министров СССР за цикл работ по системам управления базами данных и их массовое внедрение (СУБД ИНЕС)
- В 2003 г. избран[2] членом-корреспондентом РАН по Отделению информационных технологий и вычислительных систем.
- В 2007 г. избран членом Европейской академии наук (EAS).
- В 1991—2008 гг. основатель и генеральный директор компании Cognitive Technologies («Интеллектуальные технологии»).
- С 2016 г. директор по науке компании Smart Engines

## Научная деятельность
После окончания МГУ В. Л. Арлазаров участвовал в работе известного семинара по программированию Брудно — Кронрода и опубликовал (соавторы — Е. А. Диниц, М. А. Кронрод, И. А. Фараджев) классическую теорему, получившую название метода четырёх русских.
Работая в ИТЭФ, В. Л. Арлазаров руководил разработкой компьютерной шахматной программы (совместно с Г. М. Адельсон-Вельским, А. В. Усковым, А. С. Битманом, А. А. Животовским), которая победила программу Стэнфордского университета в первом шахматном матче между компьютерами.
В Институте проблем управления В. Л. Арлазаров продолжил эти работы, и созданная под его руководством программа «Каисса» (ведущим разработчиком стал М. В. Донской) победила в 1-м чемпионате мира среди компьютеров (Стокгольм 1974 г.).
С 1977 г. В. Л. Арлазаров — заведующий отделом Системного программирования ИСА, где под его руководством была создана система управления базами данных ИНЕС. В 1990 году В. Л. Арлазаров и сотрудники его отдела получили премию Совета Министров СССР за разработку и внедрение этой СУБД.
В. Л. Арлазаров — основатель и, в течение многих лет, генеральный директор фирмы Cognitive Technologies, создающей программное обеспечение. Фирма специализируется в области автоматической обработки текстов, электронных систем документооборота и других приложений в области создания информационных систем.
В. Л. Арлазаров заведует кафедрой когнитивных технологий МФТИ. Под его руководством защищено более 50 докторских и кандидатских диссертаций. Он является членом Европейской академии наук (с 2007 года).

## Публикации
- Арлазаров В. Л., Адельсон-Вельский Г. М., Филлер Ф. М. «О поиске экстремумов функций многих переменных», Доклады международного симпозиума по проблемам верхней мантии. М., 1963 г.
- Адельсон-Вельский Г. М., Арлазаров В. Л. и др. «Библиотека Б-61 для машины М-20», М., ИТЭФ, 1965 г.
- Арлазаров В. Л., Гутер Р. С., Усков А. В. «Практика программирования», М., Наука, 1966 г.
- Арлазаров В. Л., Кронрод А. С., Кронрод В. А. «О новом типе ЭВМ», Докл. АН СССР 1966 г.
- Адельсон-Вельский Г. М., Арлазаров В. Л. и др. «О программировании игры вычислительных машин в шахматы», Успехи математических наук № 2,1969 г.
- Арлазаров В. Л., Диниц Е. А. и др. «Об экономном построении транзитивного замыкания ориентированного графа», Докл. АН СССР т.134, 1970 г., № 3.
- Арлазаров В. Л., Усков А. В., Фараджев И. А. «Алгоритм нахождения циклов в ориентированном графе», В сб. «Исследование по дискретной математике», М., Наука,1973 г.
- Арлазаров В. Л., Зуев И. М. и др. «Алгоритм приведения неориентированных графов к каноническому виду», ЖВМ и МФ,1974 г., № 14(3), с.195-201
- Адельсон-Вельский Г. М., Арлазаров В. Л. «Методы усиления шахматных программ», «Проблемы кибернетики» вып. № 29, М., Наука 1974 г.
- Адельсон-Вельский Г. М., Арлазаров В. Л., Донской М. В. «Some methods of Controlling the Tree Search in Chess Programs», «Artifical Intelligence» v. 6(4), 1975, pp. 361—371
- Арлазаров В. Л., Вейсфеллер Б. Ю. «On the construction and identification of graphs», Lect. Notes Math., № 559, 1976 г.
- Арлазаров В. Л., Александров А. Г. «Обработка больших массивов информации на примере анализа ладейного эндшпиля», «Программирование» 1977 г., № 4.
- Адельсон-Вельский Г. М., Арлазаров В. Л., Донской М. В. «On the Structure of an Important Class of Exhaustive Problems and on Ways of Search Reduction of Them», Advances in Computer Chess v. 1, 1977
- Арлазаров В. Л., Емельянов Н. Е. и др. «Аппаратная реализация мультипроцессорности», «Автоматика и Телемеханика», 1977 г., № 8
- Арлазаров В. Л., Фараджев И. А. и др. «Построение с помощью ЭВМ всех латинских квадратов порядка 8», В сб. «Алгоритмические исследования в комбинаторике», М., Наука, 1978 г.
- Адельсон-Вельский Г. М., Арлазаров В. Л., Донской М. В. «Программирование игр», М., Наука, 1978 г.
- Арлазаров В. Л., Емельянов Н. Е. и др. «Информационная система ИНЕС», «Автоматика и Телемеханика», 1979 г., № 6.
- Адельсон-Вельский Г. М., Арлазаров В. Л. «Algorithms of Adaptive Search», Machine Intelligence, v. 9, 1979, pp. 373—384.
- Arlazarov V., Futer F. «Computer Analysis of a Rook End-Game», Machine Intelligence, 1979, pp. 361—371
- Адельсон-Вельский Г. М., Арлазаров В. Л. Акимов В. П. «О вероятностном подходе к обоснованию игровой модели Шеннона», Автоматика и Телемеханика, 1980 г., № 9.
- Арлазаров В. Л., Емельянов Н. Е. «Система управления базами данных ИНЕС», М., изд. Минобороны, 1982.
- Адельсон-Вельский Г. М., Арлазаров В. Л., Битман А. Р., Донской М. В. «Машина играет в шахматы», М., Наука, 1983.
- Арлазаров В. Л., Астрина И. В., Емельянов Н. Е. «Организация создания и распространения программного продукта (на опыте системы ИНЕС)», Автоматика и Телемеханика, № 5, 1984.
- Арлазаров В. Л. «Элементы теории инструментальных систем», В сб. «Системные исследования. Методологические проблемы. Ежегодник. 1986», М., Наука, 1987.
- G.M. Adelson-Velsky, V.L. Arlazarov, M.V. Donskoy «Algorithms for Games», Springer Verlag, New York, 1988.
- Арлазаров В. Л., Долгопятова Е. Ю., и др. «Концепция языка программирования баз данных Modula-90», М., Программирование, 1991 г., т. 17, № 3, с.45-57.
- Арлазаров В. Л., Славин О. А. «Алгоритмы распознавания и технологии ввода текстов в ЭВМ», Информационные технологии и вычислительные системы, М., 1996 г., № 1.
- Арлазаров В. Л., Логинов А. С., Славин О. А. «Характеристика программ оптического распознавания текста», Программирование, 2002 г., № 7.
- Арлазаров В. Л., Славин О. А., Котович Н. В. «Адаптивное распознавание», Информационные технологии и вычислительные системы, М., 2003 г., № 2.
- Арлазаров В. Л., Казанов М. Д. «Сегментация объектов малого размера на цветных изображениях», М., Программирование, 2008 г., т. 34, № 3, с.173-182.
- Арлазаров В. Л., Славин О. А., Хованский А. Г. «Оценка расстояния между изображениями при параллельном переносе», Доклады Академии Наук, 2011, том 437, № 3, с. 313—315.
- G. V. Ponomarev, V. L. Arlazarov, M. S. Gelfand, M. D. Kazanov. ANA HEp-2 cells image classification using number, size, shape and localization of targeted cell regions, Pattern Recognition, vol.47, no.7, 2014, pp. 2360—2366.